# Scania serii 4
Scania serii 4 – samochód ciężarowy produkowany przez szwedzkiego producenta samochodów ciężarowych Scania w latach 1995 - 2004.

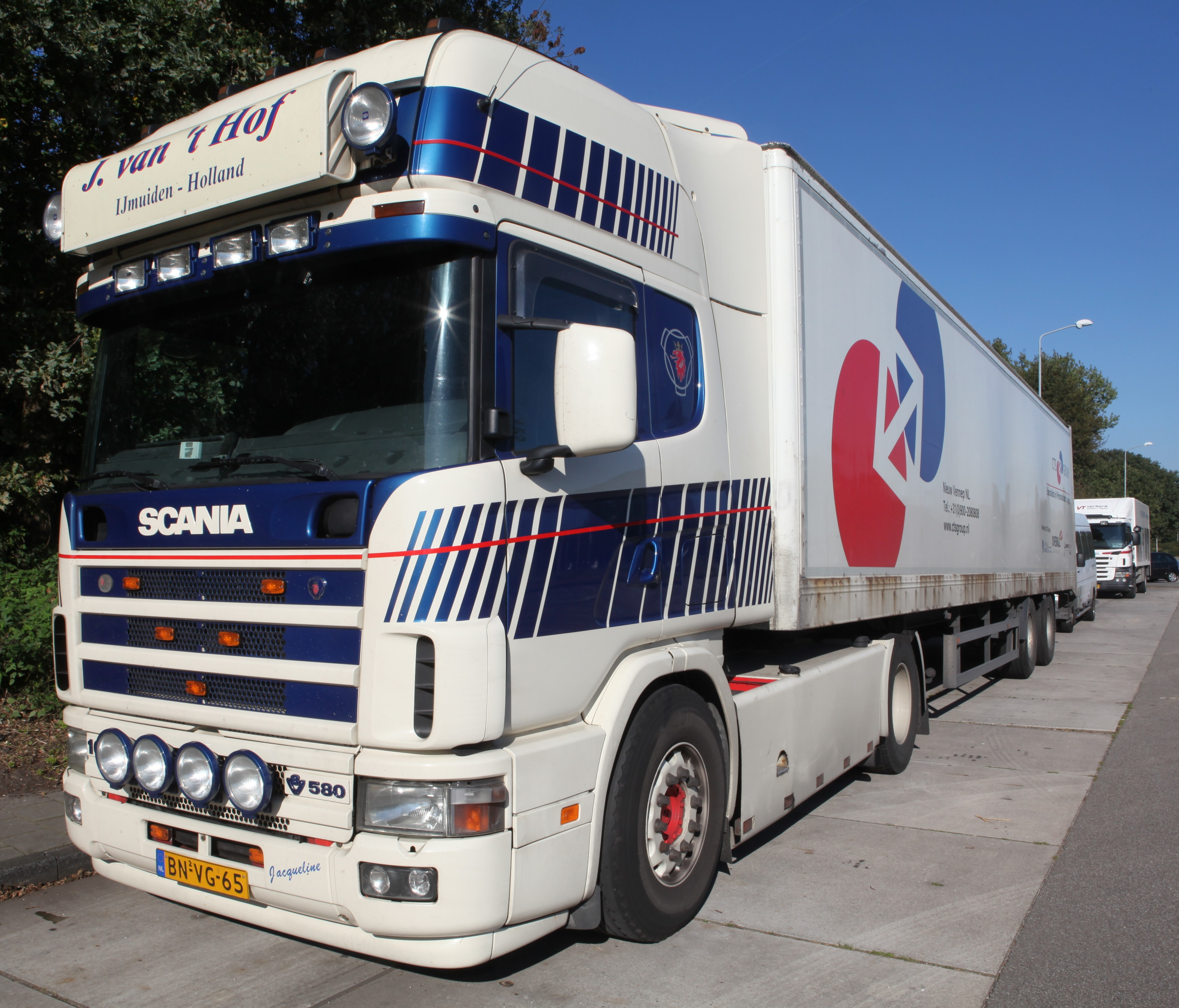
Scania R164 L

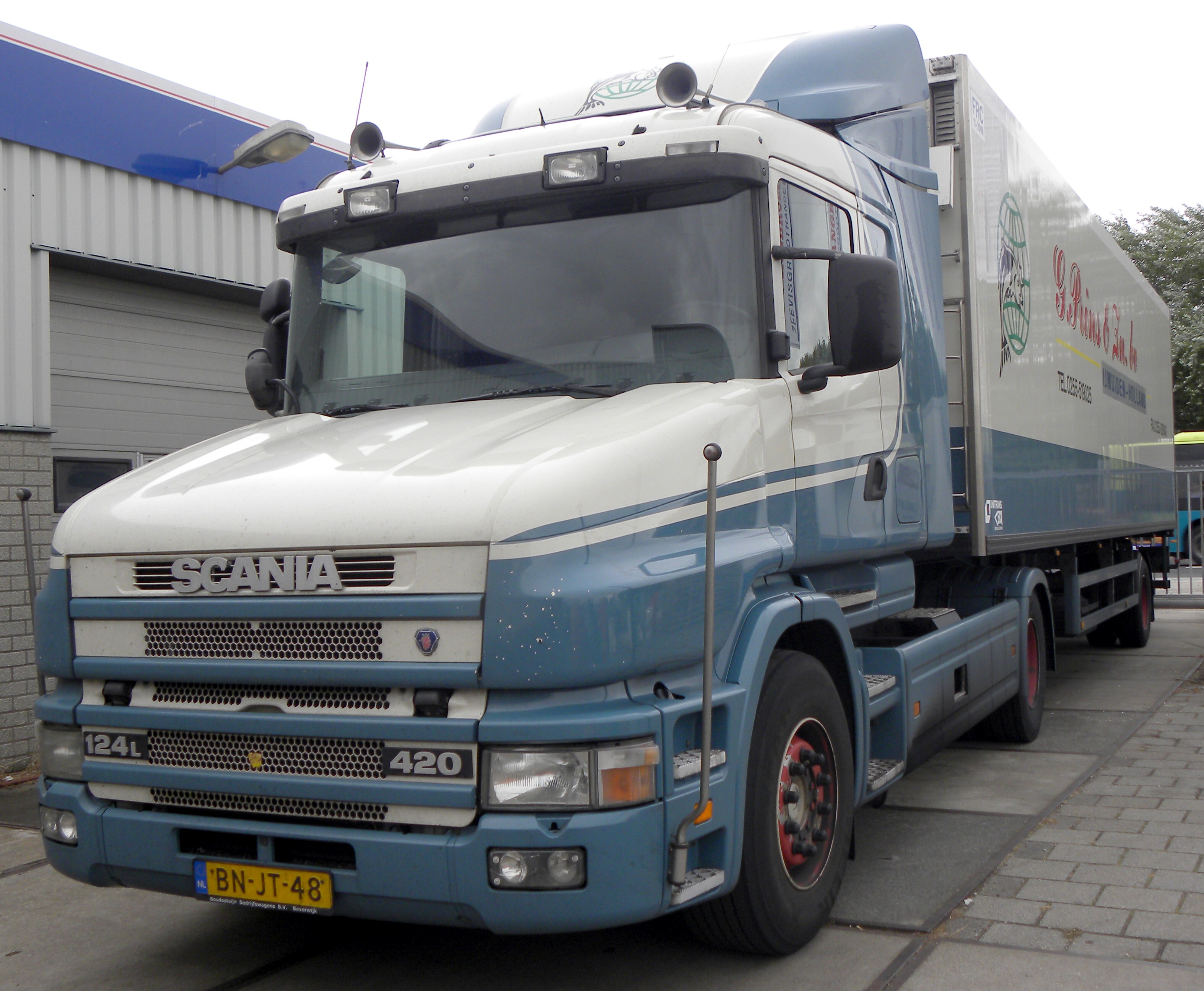
Scania T124 LA

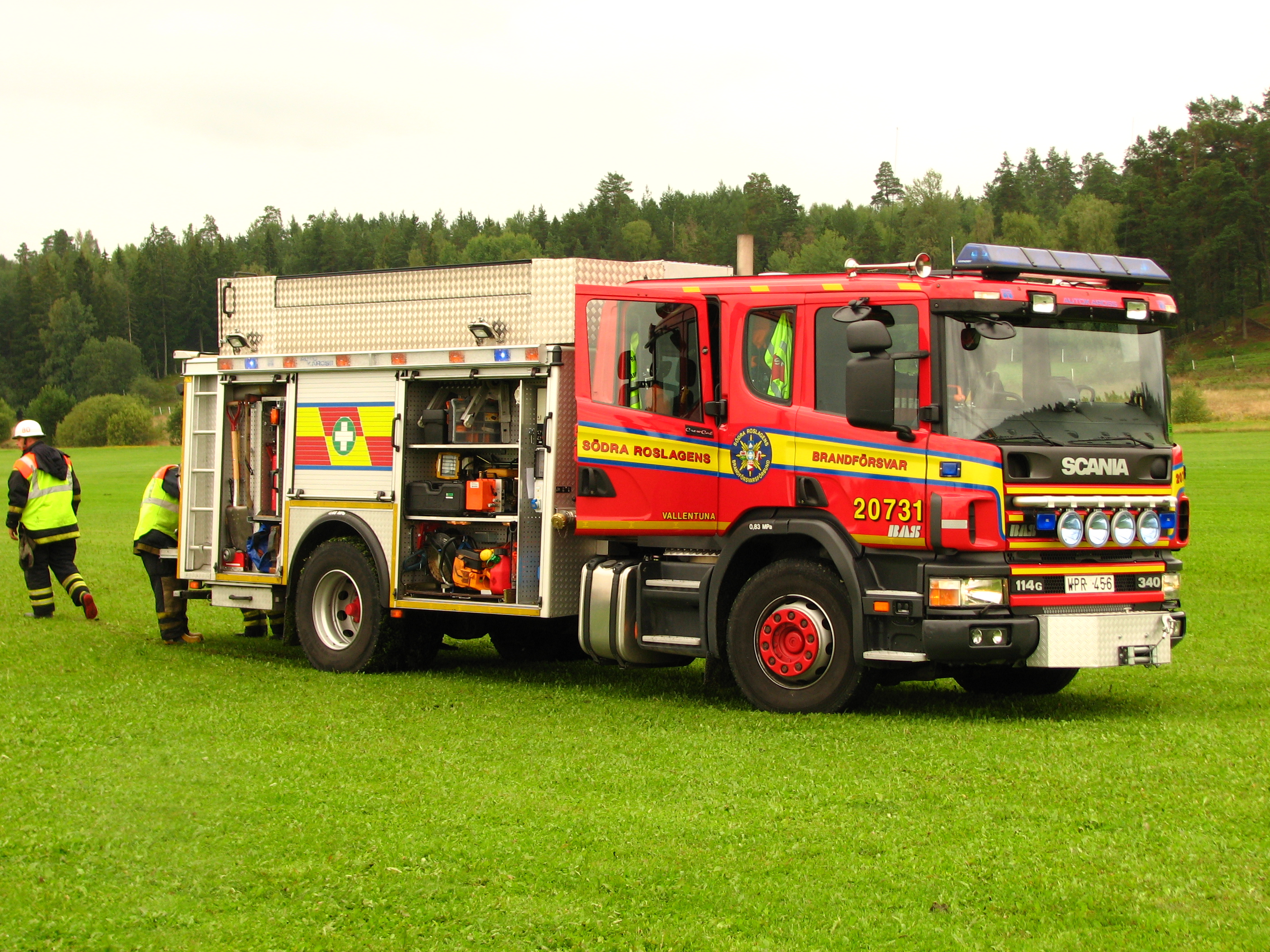
Scania w zabudowie dla Straży Pożarnej

Pojazd zdobył w 1996 roku tytuł International Car of the Year. Przez 8 lat produkcji 4. serii sprzedano około 300 tysięcy egzemplarzy tego modelu.

## Warianty
- niska, dzienna CP14
- niska, sypialna CP19
- wysoka, dzienna CR14
- wysoka, sypialna CR19
- podwyższona CR19T (Topline)
- kabina dzienna z silnikiem przed kabiną CT14
- kabina sypialna z wydzielonym motorem CT19
- podwyższona kabina sypialna CT19T (Topline z całkowicie płaską podłogą)
- kabina załogowa w dwóch wariantach długości
- kabina "Longline" w wersji "z" i "bez" nosa

Wszystkie pojazdy były produkowane jako ciągniki siodłowe lub solo w różnych wariantach podwozia:
- 4x2
- 6x2 i 6x2/4
- 6x4 i 6x4/4
- 6x6
- 8x4
- 8x6
- 8x8

Dodatkowo wprowadzono podział na klasy w zależności od zastosowania:
- seria L do tras międzynarodowych
- seria D do dystrybucji miejskiej i lokalnej
- seria C do budownictwa
- seria G do specjalnych zastosowań

## Silniki
Pojazdy wyposażone były w wysokoprężne jednostki napędowe o pojemnościach 9-, 11-, 12- i 14 litrów oraz mocach od 220 do 530 KM. W 2000 roku zaprezentowano widlasty, ośmiocylindrowy silnik V8 o pojemności 16 litrów i mocy 480 i 580 KM.

## Wnętrze pojazdu
Wnętrze pojazdu posiada dużą przestrzeń życiową potrzebną podczas długich tras. Wewnątrz zmieniono wszystko z wyjątkiem deski rozdzielczej pochodzącej z ostatniej serii produkcyjnej 3 generacji. Kokpit zaprojektowany przez Giorgetto Giugiaro jest ergonomiczny i przyjazny kierowcy, jednak razi wielki wieniec kierownicy regulowany w dwóch płaszczyznach oraz montowana do 1999 roku na tunelu środkowym szuflada przeszkadzająca w swobodnym poruszaniu się po szoferce. Sporym ułatwieniem jest łamany drążek zmiany biegów, który "kładzie się" na tunelu. Nowe, specjalnie dla tego modelu zaprojektowane fotele są w pełni pneumatyczne z podgrzewaniem i regulacją we wszystkich kierunkach. Górne łóżko jest największe w swojej klasie. Pod łóżkiem znajduje się sporych rozmiarów schowek, z czego środkowa część jest wielką szufladą z wysuwanym stolikiem. Do dwóch pozostałych części skrytki dostęp jest z obydwu stron ciężarówki.
Na tylnej ścianie kabiny, nad łóżkiem znajdują się schowki. W opcji można było zamówić aneks kuchenny w skład którego wchodziła kuchenka mikrofalowa, ekspres do kawy i lodówka. 
Stylistyką pojazd nawiązuje do swoich poprzedników, szczególnie atrapą wlotu powietrza oraz kształtem reflektorów. Kabina Topline jest wyższa od CR19 o 90 cm.
Zderzaki w tej serii były metalowe (klasy C i G) oraz plastikowe (standard w L, klasy C i G za dopłatą).